# Quebec Bulldogs
Die Quebec Bulldogs waren ein professionelles Eishockeyteam aus Quebec. Gegründet wurde das Team bereits 1888 als Quebec Athletics und spielte als Amateurteam in der Amateur Hockey Association. Die Bulldogs waren Gründungsmitglied der National Hockey League auch wenn sie aus finanziellen Gründen in den ersten Jahren auf die Teilnahme verzichteten. 1920 zog das Team um und trat fortan als Hamilton Tigers an.

## Geschichte
Die Ursprünge der Bulldogs reichen bis ins Jahr 1888 zurück, als das Team in der Amateur Hockey Association als Quebec HC spielte. Die Liga wurde 1898 durch die Canadian Amateur Hockey League ersetzt in der das Team 1904 erstmals die Meisterschaft gewinnen konnte. Ab 1906 spielte man in der Eastern Canada Amateur Hockey Association, bis man erstmals unter dem Namen Bulldogs ab 1909 in der Canadian Hockey Association spielte.

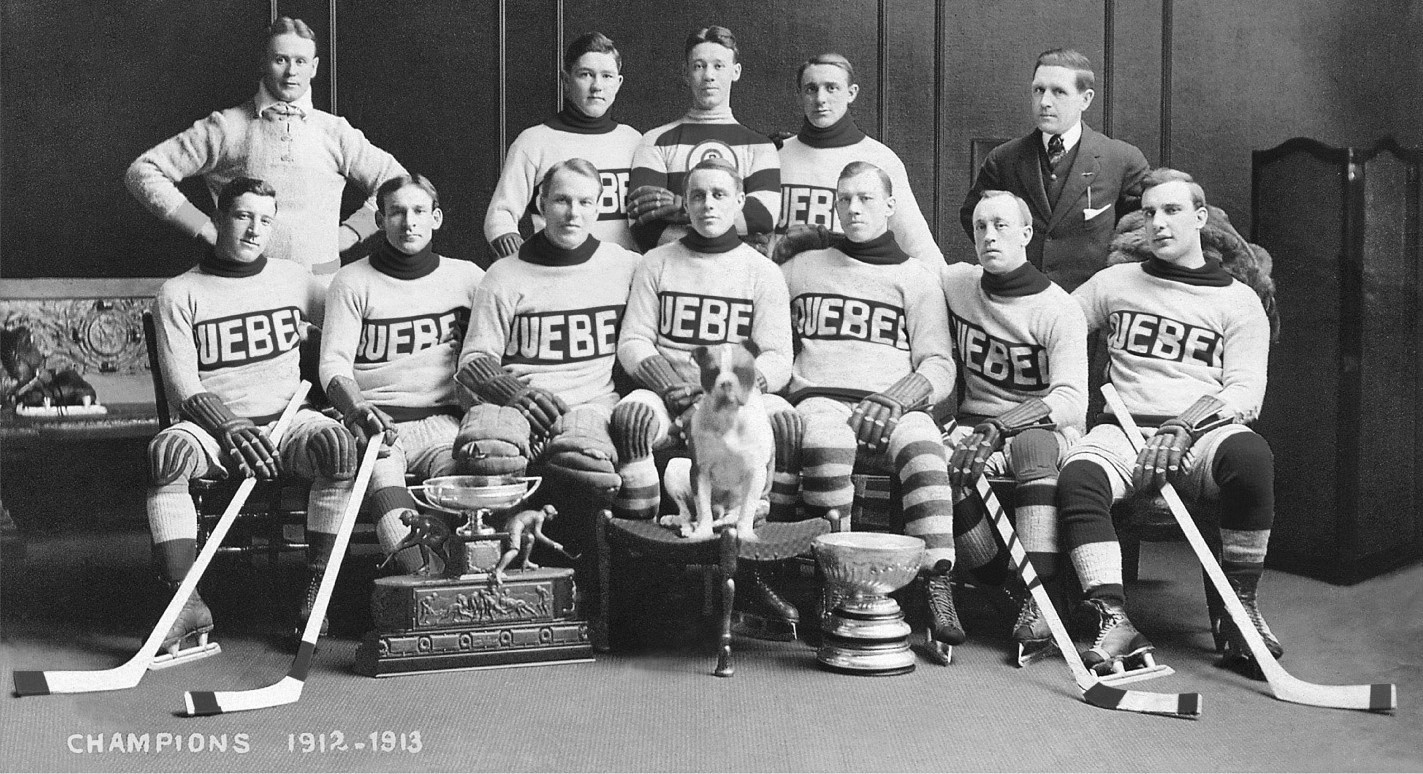
Die Stanley-Cup-Siegermannschaft der Quebec Bulldogs (1913)

Zur Saison 1910/11 schloss sich das Team der National Hockey Association an und konnte dort 1912 und 1913 nicht nur den Ligatitel, sondern auch den Stanley Cup gewinnen. Schon damals stand Joe Malone in den Reihen des Teams. Noch einige Jahre war man unter den Topteams der NHA, doch es folgten danach einige schwächere Jahre.
Als sich einige Teams entschieden hatten, eine neue Liga, die National Hockey League zu gründen, waren auch die Bulldogs unter den Gründungsmitgliedern. In den ersten beiden Jahren konnte man aus finanziellen Gründen nicht am Ligabetrieb teilnehmen. Ihren Star, Joe Malone, gab man für diese Zeit an die Montreal Canadiens ab. Dort wurde er zum ersten Topscorer der NHL und stellte einige bis heute gültige Rekorde auf.
Zur Saison 1919/20 traten die Quebec Bulldogs in der NHL an. Joe Malone kehrte zum Team zurück. Trotz seiner starken Leistung, die ihm zum zweiten Mal den Titel des Topscorers einbrachte, konnten die Bulldogs nur vier von 24 Spielen gewinnen und wurden Letzter. Man entschied sich das Team nach Hamilton zu verkaufen und so trat das Team zukünftig als Hamilton Tigers an.

## NHL-Saisonstatistik
Abkürzungen: GP = Spiele, W = Siege, L = Niederlagen, T = Unentschieden, OTL = Niederlagen nach Overtime, SOL = Niederlagen nach Shootout, Pts = Punkte, GF = Erzielte Tore, GA = Gegentore, PIM = Strafminuten
| Saison  | GP | W | L  | T | OTL | SOL | Pts | GF | GA  | PIM | Platz   | Playoffs           |
| 1919/20 | 24 | 4 | 20 | 0 | 0   | —   | 8   | 91 | 177 | 123 | 5., NHL | nicht qualifiziert |

## Mitglieder der Hockey Hall of Fame
- Rusty Crawford
- Thomas Dunderdale
- Joe Hall
- Joe Malone
- Paddy Moran
- Tommy Smith
- Bruce Stuart
- Hod Stuart